# Československé národní družstvo pozemního hokeje žen
Československé národní družstvo pozemního hokeje žen bylo národní družstvo žen, které reprezentovalo Československo v mezinárodních hokejových soutěžích a přátelských zápasech. Působilo pod záštitou Československého svazu pozemnímho hokeje (ČSSPH). Svůj první mezinárodní zápas odehrálo v roce 1964, když v přátelském zápase zvítězilo 2 : 1  nad Italkami. Po rozdělení federace v roce 1993 vzniklo české a slovenské družstvo žen.
Jeho nejvýraznějším úspěchem je stříbrná medaile z Letních olympijských her 1980 v Moskvě, na prvním olympijském hokejovém turnaji žen. Kromě toho se kvalifikovalo jednou i na mistrovství světa a jednou na mistrovství Evropy. Na mistrovských halových akcích se nikdy nepředstavili.

## Medailistky
OH 1980: Milada Blažková • Jiřina Čermáková • Jiřina Hájková • Berta Hrubá • Ida Hubáčková • Jiřina Kadlecová • Jarmila Králíčková • Jiřina Křížová • Alena Kyselicová • Jana Lahodová • Květoslava Petříčková • Viera Podhányiová • Iveta Šranková • Marie Sýkorová • Marta Urbanová • Lenka Vymazalová

## Výsledky
Olympijské hry
| Rok  | Z                  | V                  | R                  | P                  | GV                 | GI                 | +/-                | Umístění           |
| ---- | ------------------ | ------------------ | ------------------ | ------------------ | ------------------ | ------------------ | ------------------ | ------------------ |
| 1980 | 5                  | 3                  | 1                  | 1                  | 10                 | 5                  | +5                 | 2. místo           |
| 1984 | nekvalifikovalo se | nekvalifikovalo se | nekvalifikovalo se | nekvalifikovalo se | nekvalifikovalo se | nekvalifikovalo se | nekvalifikovalo se | nekvalifikovalo se |
| 1988 | nekvalifikovalo se | nekvalifikovalo se | nekvalifikovalo se | nekvalifikovalo se | nekvalifikovalo se | nekvalifikovalo se | nekvalifikovalo se | nekvalifikovalo se |
| 1992 | nekvalifikovalo se | nekvalifikovalo se | nekvalifikovalo se | nekvalifikovalo se | nekvalifikovalo se | nekvalifikovalo se | nekvalifikovalo se | nekvalifikovalo se |

Mistrovství světa
| Rok  | Z                  | V                  | R                  | P                  | GV                 | GI                 | +/-                | Umístění           |
| ---- | ------------------ | ------------------ | ------------------ | ------------------ | ------------------ | ------------------ | ------------------ | ------------------ |
| 1974 | nekvalifikovalo se | nekvalifikovalo se | nekvalifikovalo se | nekvalifikovalo se | nekvalifikovalo se | nekvalifikovalo se | nekvalifikovalo se | nekvalifikovalo se |
| 1976 | nekvalifikovalo se | nekvalifikovalo se | nekvalifikovalo se | nekvalifikovalo se | nekvalifikovalo se | nekvalifikovalo se | nekvalifikovalo se | nekvalifikovalo se |
| 1978 | 5                  | 1                  | 0                  | 4                  | 6                  | 7                  | -1                 | 9. místo           |
| 1981 | nekvalifikovalo se | nekvalifikovalo se | nekvalifikovalo se | nekvalifikovalo se | nekvalifikovalo se | nekvalifikovalo se | nekvalifikovalo se | nekvalifikovalo se |
| 1983 | nekvalifikovalo se | nekvalifikovalo se | nekvalifikovalo se | nekvalifikovalo se | nekvalifikovalo se | nekvalifikovalo se | nekvalifikovalo se | nekvalifikovalo se |
| 1986 | nekvalifikovalo se | nekvalifikovalo se | nekvalifikovalo se | nekvalifikovalo se | nekvalifikovalo se | nekvalifikovalo se | nekvalifikovalo se | nekvalifikovalo se |
| 1990 | nekvalifikovalo se | nekvalifikovalo se | nekvalifikovalo se | nekvalifikovalo se | nekvalifikovalo se | nekvalifikovalo se | nekvalifikovalo se | nekvalifikovalo se |

Mistrovství Evropy
| Rok  | Z                          | V                          | R                          | P                          | GV                         | GI                         | +/-                        | Umístění                   |      | Kvalifikace | Z | V | R | P | GV | GI | +/-      | Umístění |
| ---- | -------------------------- | -------------------------- | -------------------------- | -------------------------- | -------------------------- | -------------------------- | -------------------------- | -------------------------- | ---- | ----------- | - | - | - | - | -- | -- | -------- | -------- |
| 1984 | 7                          | 3                          | 0                          | 4                          | 8                          | 9                          | -1                         | 9. místo                   | 1984 | 2           | 2 | 0 | 0 |   |    |    | 1. místo |          |
| 1987 | neúčastnilo se kvalifikace | neúčastnilo se kvalifikace | neúčastnilo se kvalifikace | neúčastnilo se kvalifikace | neúčastnilo se kvalifikace | neúčastnilo se kvalifikace | neúčastnilo se kvalifikace | neúčastnilo se kvalifikace |      |             |   |   |   |   |    |    |          |          |
| 1991 | neúčastnilo se kvalifikace | neúčastnilo se kvalifikace | neúčastnilo se kvalifikace | neúčastnilo se kvalifikace | neúčastnilo se kvalifikace | neúčastnilo se kvalifikace | neúčastnilo se kvalifikace | neúčastnilo se kvalifikace |      |             |   |   |   |   |    |    |          |          |

Halové mistrovství Evropy
- Neúčastnilo se